# Puerto de Bergen
El Puerto de Bergen (en noruego: Bergen Havn) es un puerto marítimo internacional ubicado en el centro de Bergen, Noruega gestionado por la Autoridad Portuaria de Bergen (Bergen og Omland havnevesen). El puerto se subdivide a lo largo de la mayor parte de las dos bahías en Bergen, Vågen y Puddefjorden. El puerto está conectado al tren Bergensbanen. En 2006, trabajo con 27.342 llamadas con 68 millones de toneladas de carga y 109 mil contenedores, además de 218.000 pasajeros de cruceros. El puerto cuenta con 5.500 metros de muelles con calado en 11 metros. Sus Almacenes cuentan con una capacidad de 50.000 metros cuadrados que ubican en el mismo junto al puerto.

## Rutas de pasajeros

### Ferries de crucero
- Línea Fjord hasta (Stavanger, Hirtshals)
- Hurtigruten Group (Coastal Express hace escala diariamente en puertos al norte de Kirkenes)

### Ferries rápidos
- Fiordo1 Fylkesbaatane a (Flåm, Sogndal y Selje)
- Marea (Haugesund, Stavanger, Sunnhordaland, Austevoll)